# Йохан Филип I фон Лайнинген-Дагсбург-Харденбург
Йохан Филип I фон Лайнинген-Дагсбург-Харденбург (на немски: Johann Philipp I von Leiningen-Dagsburg-Hardenburg; * 25 декември 1539 в замък Харденбург, Бад Дюркхайм; † 8 септември 1562) е граф на Лайнинген-Дагсбург-Харденбург.
Той е големият син на граф Емих X фон Лайнинген-Хартенбург (1498 – 1541) и съпругата му графиня Катарина фон Насау-Саарбрюкен (1517 – 1553), дъщеря на граф Йохан Лудвиг фон Насау-Саарбрюкен (1472 – 1545) и Катарина фон Мьорс († 1547). По-малкият му брат е Емих XI фон Лайнинген-Дагсбург-Фалкенбург (1540 – 1593).
От 1560 до 1725 г. Харденбург е главната резиденция на фамилния клон. Йохан Филип I умира на 8 септември 1562 г. на 22 години.

## Фамилия
Йохан Филип I се жени на 15 декември 1560 г. в замък Мансфелд в Мансфелд за графиня Анна фон Мансфелд-Айзлебен (* ок. 1560; † 6 юни 1621), дъщеря на граф Йохан Георг I фон Мансфелд-Айзлебен (1515 – 1579) и Катарина фон Мансфелд-Хинтерорт (1520/1521 – 1582). Те имат един син:
- Емих XII (* 4 ноември 1562; † 21 ноември 1607), граф на Лайнинген-Дагсбург-Харденбург, женен на 7 ноември 1585 г. в Хартенбург за принцеса Мария Елизабет фон Пфалц-Цвайбрюкен-Нойбург 1561 – 1629)